# Pavo Živković
Pavo Živković (Kostrč, Orašje, 1944.), hrvatski i bosanskohercegovački povjesničar i romanopisac. 
U Novom Sadu diplomirao povijest 1968., magistrirao u Beogradu 1974., a doktorirao 1978. godine. Profesor povijesti na Filozofskom fakultetu u Zadru. Objavio više povijesnih knjiga i preko stotinu radova iz povijesnih znanosti u periodici. Bio veleposlanik Bosne i Hercegovine u Mađarskoj. 
Djela: 
- Svjetlost Međugorja (s Pavom Mikićem, roman, 1990.)
- Povijest Bosne i Hercegovine do konca XVIII. stoljeća i povijest Hrvata Bosanske Posavine do početka XX. stoljeća (1994.)
- Etnička i vjerska povijest Bosne i Hercegovine, Slavonije i Srijema do konca XVII. stoljeća (1996.)
- Sumrak Bosne i Huma (romansirana povijest, 1997.).
- Usora i Soli - poprište značajnih historijskih događaja u XIV i XV stoljeću, ČGT br. XV, Tuzla, 1984.